# Trifolium calcaricum
Trifolium calcaricum är en ärtväxtart som beskrevs av J.L.Collins och Wieboldt. Trifolium calcaricum ingår i släktet klövrar, och familjen ärtväxter. Inga underarter finns listade i Catalogue of Life.